# Svindeldjup Ättestup
Svindeldjup Ättestup — четвёртый студийный альбом шведской блэк-метал-группы Armagedda, выпущенный 22 мая 2020 года на лейбле Nordvis Produktion. Это первый новый материал, выпущенный группой за 17 лет, после распада в 2004 году.

## Отзывы критиков
Альбом в целом получил положительные отзывы от музыкальных критиков. Рецензент metal.de Chalina пишет: «Тягучие ритмы, жуткая злоба, стаккато риффов, средний темп, бластбитные партии, яд и желчь». По её мнению, Svindeldjup Ättestup — солидная работа, в которой Armagedda «не блещет великолепием, но и не производит абсолютного дерьма».

## Список композиций
| №                   | Название                          | Длительность |
| ------------------- | --------------------------------- | ------------ |
| 1.                  | «Det sjuttonde året»              | 1:22         |
| 2.                  | «Ond Spiritism»                   | 6:36         |
| 3.                  | «Likvaka»                         | 7:11         |
| 4.                  | «Djupens djup»                    | 8:02         |
| 5.                  | «Guds kadaver (En falsk Messias)» | 7:38         |
| 6.                  | «Flod av smuts»                   | 6:56         |
| 7.                  | «Evigheten i en obrytbar cirkel»  | 11:06        |
| Общая длительность: | Общая длительность:               | 48:51        |

## Участники записи
- M.S. — ударные
- Graav — гитара, вокал
- A. — бас-гитара